# ديبورا سيكو
ديبورا فيالهو سيكو مورا (بالبرتغالية: Deborah Secco‏) (ولدت في 26 نوفمبر 1979) ممثلة برازيلية، ظهرت على شاشة التلفزيون في سن مبكر حيث ، كان الظهور الأول في سن الثامنة. نالت عن دورها في مسلسل جائزة سينما البرازيل الكبرى لأفضل ممثلة عام 2012 

## روابط خارجية
- ديبورا سيكو على موقع IMDb (الإنجليزية)
- ديبورا سيكو على موقع ألو سيني (الفرنسية)
- ديبورا سيكو على موقع أول موفي (الإنجليزية)
- ديبورا سيكو على موقع قاعدة بيانات الفيلم (الإنجليزية)
- ديبورا سيكو على موقع كينوبويسك (الروسية)
- ديبورا سيكو في قاعدة بيانات الأفلام على الإنترنت